# Neosho (Wisconsin)
Neosho è un villaggio degli Stati Uniti d'America, situato in Wisconsin, nella contea di Dodge.